# Wattwil
Wattwil és un municipi del cantó de Sankt Gallen (Suïssa), situat al districte de Toggenburg.